# Chiles
Le Chiles est un volcan situé sur la frontière entre la Colombie et l'Équateur qui s'élève à 4 723 m d'altitude. Il se trouve à 3 km au sud-est du cerro Negro de Mayasquer et les deux sont considérés comme faisant partie du même complexe volcanique.